# 夏金章
夏金章（?—?），字学臣。福建福清縣人，清朝政治人物。

## 生平
乾隆四年（1739年）考中己未科進士，為二甲第六十一名。後來出任陝西省大荔縣知縣。